# Charles Rocket
Charles Adams Claverie, även känd under namnen Charlie Hamburger, Charlie Kennedy och Charles Rocket, född 28 augusti 1949 i Bangor, Maine, död 7 oktober 2005 i Canterbury, Connecticut, var en amerikansk skådespelare, komiker, musiker och TV-reporter. Han var bland annat känd för att ha varit en av medlemmarna i komediprogrammet Saturday Night Live (1980–1981) och för att ha spelat rollerna som Nicholas Andre och Dave Dennison i filmerna Dum & dummare och Hocus Pocus.
Rocket begick självmord i sitt hem, 56 år gammal.